# Els Masos de Millà
Els Masos de Millà es una entidad de población española del municipio de Áger, perteneciente a la provincia de Lérida, en la comunidad autónoma de Cataluña. En 2022, tenía empadronados siete habitantes.

## Toponimia
El lugar puede aparecer referido con las grafías «Els Masos de Millà» y «Las Masas de Millá».